# Tadeusz Lebioda
Tadeusz Romuald Lebioda – polski historyk, dr hab. nauk humanistycznych, profesor nadzwyczajny Instytutu Gospodarki i Zarządzania Przestrzenią Państwowej Wyższej Szkoły Zawodowej im. Jana Amosa Komeńskiego w Lesznie i Instytutu Studiów Międzynarodowych Wydziału Nauk Społecznych Uniwersytetu Wrocławskiego.

## Życiorys
3 kwietnia 1996 obronił pracę doktorską Związek Wypędzonych w latach 1989–1992, 22 lutego 2005 habilitował się na podstawie dorobku naukowego i pracy zatytułowanej Niemcy rosyjscy w polityce RFN na tle ich znaczenia w Rosji i relacjach niemiecko - rosyjskich w latach 1763–2003. Pracował w Górnośląskiej Wyższej Szkoły Handlowej im. Wojciecha Korfantego w Katowicach.
Objął funkcję profesora nadzwyczajnego w Instytucie Studiów Międzynarodowych na Wydziale Nauk Społecznych Uniwersytetu Wrocławskiego, a także w Instytucie Gospodarki i Zarządzania Przestrzenią Państwowej Wyższej Szkoły Zawodowej im. Jana Amosa Komeńskiego w Lesznie.
Był prodziekanem na Wydziale Nauk Społecznych Uniwersytetu Wrocławskiego.

## Publikacje
- Niemcy rosyjscy w polityce RFN na tle ich znaczenia w Rosji i relacjach niemiecko-rosyjskich w latach 1763–2003[1]
- 2002: Polityka RFN wobec Czech w latach 1989 - 1998[1]
- 2009: Karawana marynarzy na pustyni – zapomniana legenda I wojny światowej[1]